# Nanded (stad)
Nanded is een grote stad in de Indiase deelstaat Maharashtra, en hoofdstad van het gelijknamige district. Door de stad loopt de rivier Godavari. De stad is historisch gezien vooral belangrijk als religieus centrum, een van de monumenten van de stad is de Hazur Sahib, van religieus belang in het Sikhisme. Er wonen 550.564 mensen (2011).
In de 17e eeuw was de stad de hoofdplaats van het toenmalige Telangana onder de heerschappij van Aurangzeb. In 1708 kwam de Sikh Goeroe Gobind Singh naar Nanded. In de Hazur Sahib bevindt zich een gurdwara, gebouwd onder toezicht van de Sikhkeizer, Maharadja Ranjit Singh, op de locatie waar Gobind Singh eerder verast werd.